# Lenguas jívaras
Las lenguas jívaras o jivaroanas (también, jíbaras o shíwaras) son una pequeña familia de lenguas, o quizá una única lengua aislada, de la selva amazónica del norte del Perú y oriente de Ecuador.

## Denominación
Los españoles y criollos los denominaron «jíbaros» o «jívaros» (o según la ortografía del siglo XVI: xibaro o xivaro) parece ser una forma castellanizada de un término relacionado con el proto-jívaro *šiwar(a) ('hombre, persona').En el español del siglo XVI la grafía x denotaba la fricativa postalveolar /ʃ/ (la 'sh' del idioma inglés) y el sonido 'j'.

## Clasificación

### Lenguas de la familia
Se acepta ampliamente que la familia de lenguas jivaroanas está formada por cuatro lenguas diferentes habladas en la actualidad, aunque las relaciones entre ellas son menos claras. Si bien algunos proponen la siguiente división:
- Grupo aguaruna (también conocido como Awajún, Awahũn, Awaruna)
  - Aguaruna, hablado en los departamentos peruanos de Loreto y Amazonas. Hablantes: 25 000 (1997);[4] 38 300 (2000);[5] 39 000 (2007);[6] 38 000 (2008)[1]
- Grupo jívaro (conocido también como Maina, Shuar, Achuar-Shiwiar, Huambisa)
  - Shuar (o Jívaro propiamente dicho), cuyo territorio está situado en la provincia ecuatoriana de Morona Santiago. Hablantes: 30 000-32 000 (1997);[4] 46 700 (2000);[7] 47 000 (2008)[1]
  - Achuar-Shiwiar (o Achual), hablado en Ecuador y el departamento peruano de Loreto. Hablantes: 5000-5500 (1997);[4] 5000 (2008)[1][8]
  - Huambisa también hablado en el departamento de Loreto. Hablantes: 6000 (1997);[4] 9330 (2000);[9] 9000 (2008)[1]

Lo cierto es que las lenguas jivaroanas parecen ser ampliamente inteligibles entre sí, e incluso algunos hablantes de aguaruna, presumiblemente la lengua más divergente del resto, afirman que existe inteligibilidad mutua completa con el wambisa. Es por esa razón, que algunos lingüistas consideran que todas estas variedades son una sola macrolengua o continuo dialectal, con el aguaruna como el dialecto más divergente. Esa división se fundamenta en diferente tratamiento de los fonemas del proto-shiwar *r y *h, que se confunden en aguaruna pero se mantienen diferenciados en las otras tres lenguas. Además de estas lenguas actualmente habladas se ha conjeturado que algunas lenguas extintas como el palta y el malacato, posiblemente eran lenguas de la familia jivaroana sobre la base de la toponimia y unas pocas formas léxicas conocidas, según criterios puramente geográficas podríamos definir un grupo meridional:
- Grupo meridional
  - Palta-Xoroca
  - Malacato
  - Xolona-Xiroa (el término xiroa parece derivado de *širwa que estaría relacionado con *šiwar
  - Rabona (?)[11]

El jívaro se habla en los departamentos de Loreto y Amazonas, en el norte del Perú, y en las provincias de Pastaza, Morona Santiago y Zamora Chinchipe, en el Oriente de Ecuador. Tiene tres variedades: Shuar (también, Shuara), Achuar-Shiwiar (también, Achuara, Achual), y Huambisa (también, Wambisa). Gordon (2005) trata estas variedades como lenguas diferentes.
El aguaruna se habla en cuatro departamentos peruanos: Amazonas, Cajamarca, Loreto y San Martín.
Las lenguas del grupo sur se extendían en el siglo XVI en las actuales provincias de Loja y El Oro así como por el departamento peruano de Cajamarca.

### Parentesco genético
La lengua palta fue clasificada por Jacinto Jijón y Caamaño hacia 1940, seguido por Čestmír Loukotka como relacionada con el jíbaro. Sin embargo, existe tan poca documentación lingüística que la clasificación de la misma no resulta posible. Kaufman (1994) afirma que existe "poco parecido".
La no-clasficada llamada Candoshi frecuentemente se incluye en la familia jíbara (de hecho Joseph Greenberg acuñó el término Jíbaro-Candoshi). Sin embargo, el candoshi también ha sido relacionada con el záparo y el arawak.) 
Según otra propuesta de Jorge Suárez las lenguas jivaroanas junto con las lenguas cahuapanas formarían la macrofamilia Jívaro-Cahuapana (o Hívaro-Kawapána), según una clasificación incompatible con la propuesta de Greenberg.
Otra agrupación hipotética denominada macro-andina, incluiría tanto a las lenguas Jívaro-Cahuapana, como al urarina, y al extinto puelche. Morris Swadesh propone la agrupación macro-jívara para incluir además a las lenguas huarpes. La agrupación andina de Greenberg estiendo todavía más este macro-andino con numerosas lenguas. Estas últimas propuestas han sido ampliamente criticadas y cuentan con poca evidencia en su favor. El siguiente esquema resume estas propuestas abarcadoras:

| Jívaro‑cahuapana | \| \| lenguas jivaroanas \| \| \| \| \| \| lenguas cahuapananas \| \| \| \| |
|                  | \| \| lenguas jivaroanas \| \| \| \| \| \| lenguas cahuapananas \| \| \| \| |
|                  | urarina                                                                     |
|                  |                                                                             |
|                  | puelche                                                                     |
|                  |                                                                             |
|                  | lenguas jivaroanas                                                          |
|                  |                                                                             |
|                  | lenguas cahuapananas                                                        |
|                  |                                                                             |

|  | lenguas jivaroanas   |
|  |                      |
|  | lenguas cahuapananas |
|  |                      |

| Jívaro‑cahuapana | \| \| lenguas jivaroanas \| \| \| \| \| \| lenguas cahuapananas \| \| \| \| |
|                  | \| \| lenguas jivaroanas \| \| \| \| \| \| lenguas cahuapananas \| \| \| \| |
|                  | urarina                                                                     |
|                  |                                                                             |
|                  | puelche                                                                     |
|                  |                                                                             |
|                  | lenguas jivaroanas                                                          |
|                  |                                                                             |
|                  | lenguas cahuapananas                                                        |
|                  |                                                                             |

|  | lenguas jivaroanas   |
|  |                      |
|  | lenguas cahuapananas |
|  |                      |

| Jívaro‑cahuapana | \| \| lenguas jivaroanas \| \| \| \| \| \| lenguas cahuapananas \| \| \| \| |
|                  | \| \| lenguas jivaroanas \| \| \| \| \| \| lenguas cahuapananas \| \| \| \| |
|                  | urarina                                                                     |
|                  |                                                                             |
|                  | puelche                                                                     |
|                  |                                                                             |
|                  | lenguas jivaroanas                                                          |
|                  |                                                                             |
|                  | lenguas cahuapananas                                                        |
|                  |                                                                             |

|  | lenguas jivaroanas   |
|  |                      |
|  | lenguas cahuapananas |
|  |                      |

| Jívaro‑cahuapana | \| \| lenguas jivaroanas \| \| \| \| \| \| lenguas cahuapananas \| \| \| \| |
|                  | \| \| lenguas jivaroanas \| \| \| \| \| \| lenguas cahuapananas \| \| \| \| |
|                  | urarina                                                                     |
|                  |                                                                             |
|                  | puelche                                                                     |
|                  |                                                                             |
|                  | lenguas jivaroanas                                                          |
|                  |                                                                             |
|                  | lenguas cahuapananas                                                        |
|                  |                                                                             |

|  | lenguas jivaroanas   |
|  |                      |
|  | lenguas cahuapananas |
|  |                      |

| Jívaro‑cahuapana | \| \| lenguas jivaroanas \| \| \| \| \| \| lenguas cahuapananas \| \| \| \| |
|                  | \| \| lenguas jivaroanas \| \| \| \| \| \| lenguas cahuapananas \| \| \| \| |
|                  | urarina                                                                     |
|                  |                                                                             |
|                  | puelche                                                                     |
|                  |                                                                             |
|                  | lenguas jivaroanas                                                          |
|                  |                                                                             |
|                  | lenguas cahuapananas                                                        |
|                  |                                                                             |

|  | lenguas jivaroanas   |
|  |                      |
|  | lenguas cahuapananas |
|  |                      |

| Jívaro‑cahuapana | \| \| lenguas jivaroanas \| \| \| \| \| \| lenguas cahuapananas \| \| \| \| |
|                  | \| \| lenguas jivaroanas \| \| \| \| \| \| lenguas cahuapananas \| \| \| \| |
|                  | urarina                                                                     |
|                  |                                                                             |
|                  | puelche                                                                     |
|                  |                                                                             |
|                  | lenguas jivaroanas                                                          |
|                  |                                                                             |
|                  | lenguas cahuapananas                                                        |
|                  |                                                                             |

|  | lenguas jivaroanas   |
|  |                      |
|  | lenguas cahuapananas |
|  |                      |

| Jívaro‑cahuapana | \| \| lenguas jivaroanas \| \| \| \| \| \| lenguas cahuapananas \| \| \| \| |
|                  | \| \| lenguas jivaroanas \| \| \| \| \| \| lenguas cahuapananas \| \| \| \| |
|                  | urarina                                                                     |
|                  |                                                                             |
|                  | puelche                                                                     |
|                  |                                                                             |
|                  | lenguas jivaroanas                                                          |
|                  |                                                                             |
|                  | lenguas cahuapananas                                                        |
|                  |                                                                             |

|  | lenguas jivaroanas   |
|  |                      |
|  | lenguas cahuapananas |
|  |                      |

| Jívaro‑cahuapana | \| \| lenguas jivaroanas \| \| \| \| \| \| lenguas cahuapananas \| \| \| \| |
|                  | \| \| lenguas jivaroanas \| \| \| \| \| \| lenguas cahuapananas \| \| \| \| |
|                  | urarina                                                                     |
|                  |                                                                             |
|                  | puelche                                                                     |
|                  |                                                                             |
|                  | lenguas jivaroanas                                                          |
|                  |                                                                             |
|                  | lenguas cahuapananas                                                        |
|                  |                                                                             |

|  | lenguas jivaroanas   |
|  |                      |
|  | lenguas cahuapananas |
|  |                      |

## Descripción lingüística

### Fonología
El inventario fonológico del proto-jívaro reconstruido por Payne (1981) es similar al sistema fonológico de las lenguas jívaras modernas:
|              |            | Labial | Alveolar | Palatal | Velar | Glotal |
| ------------ | ---------- | ------ | -------- | ------- | ----- | ------ |
| Obstruyentes | Oclusivas  | *p     | *t       |         | *k    |        |
| Obstruyentes | Africadas  |        | *c       | *č      |       |        |
| Obstruyentes | Fricativas |        | *s       | *š      |       | *h     |
| Sonorantes   | No-nasal   | *w     |          | *y      | *g    |        |
| Sonorantes   | Nasal      | *m     | *n       |         | *ŋ    |        |
- El fonema /*g/ (fonéticamente este sonido podría haber sido la aproximante velar [ɰ]) solo se mantiene en aguaruna donde representa una fricativa velar /ɣ/, en el resto de lenguas modernas el fonema parece haber desaparecido aunque en transcripciones del siglo XIX aparecía como /l/ a veces /r/: aguaruna hẽ́gã 'casa' se corresponde con el shuar antiguo citado como héla (en muchos textos del siglo XIX no se marcaba la nasalización) y en shuar moderno se tiene simplemente hẽ́ã 'casa'.
- La única diferencia con el sistema consonántico del shuar es que éste carece de la sonorante /*g/ (aproximante velar?) pero presenta la sonorante /*r/.
- El protofonema /*ŋ/ en posición inicial de sílaba dio lugar a /r/ (el mismo cambio se da en achuar y huambisa):

*céŋe 'una especie de mono' > shuar, achuar, huambisa: /cére/ tsére
En estas lenguas /*ŋ/ solo se conserva como /ŋ/ solo delante de /k/.
El inventario vocálico también es relativamente simple y directamente heredado por las lenguas modernas:
|          | orales  | orales    | orales   | nasales | nasales   | nasales |
| anterior | central | posterior | anterior | central | posterior |         |
| -------- | ------- | --------- | -------- | ------- | --------- | ------- |
| cerradas | *i      | *ɨ        | *u       | *ĩ      | *ĩ        | *ũ      |
| abiertas |         | *a        |          |         | *ã        |         |

### Gramática
Desde el punto de vista de la tipología sintáctica, las lenguas jívaras parecen mostrar un orden sintáctico preferente SOV, poseen postposiciones y en general usan construcciones con el núcleo sintáctico situado al final. Los determinantes no posesivos también al nombre. Los pronombres personales (posesivos) preceden al nombre.
Desde el punto de vista de la tipología morfológica son lenguas aglutinantes y casi exclusivamente sufijantes. Morfosintácticamente presentan ergatividad escindida según la escala de animacidad del sujeto.
Debido a su distribución sintáctica y a los prefijos que pueden tomar las principales clases, no parece existir distinción entre nombres y adjetivos. Los nombres y adjetivos no tienen flexión ni de género, ni de número, aunque admiten diminutivos por ejemplo. Los nombres y adjetivos desnudos pueden ser definidos o indefinidos, cuando opcionalmente se pueden marcar como definidos postponiendo un enclítico o un determinante, o anteponiendo un pronombre de tercera persona (como en los siguientes ejemplos del shuar):
šuá:ra-ka 'los shuar'
ni páNgi 'él la.serpiente.grande' = 'anaconda'
únta nu 'el jefe' = 'el anciano'
En shuar cuando un nombre hace objeto directo del verbo recibe la marca -n de objeto.
El verbo es naturalmente la parte más complicada de la morfología, en shuar, es el verbo, la estructura básica es:
RAÍZ-DERIVACIÓN-ASPECTO-TIEMPO/MODO-PERSONA-EVIDENCIAL
La derivación incluye sufijos causativos, marcadores de cambio de diátesis.

### Comparación léxica
Los numerales en las dos lenguas jívaras son:
| GLOSA | Achuar              | Aguaruna              | Huambisa                   | PROTO- SHÍWAR      |
| ----- | ------------------- | --------------------- | -------------------------- | ------------------ |
| '1'   | či-kíčikɪk          | ma-kíčik              | čikiči                     | *kíčik             |
| '2'   | hímʸɛr              | himaŋ                 | himar                      | *hímaŋa            |
| '3'   | kambátam            | kampáːtum             | kampatum                   | *kampátum          |
| '4'   | áindʸuk àindʸuk     | ipák úsumat           | aintuk aintuk              |                    |
| '5'   | čikíčikɪk uwɨ̕h amuá | makíčik uwɨ̕há amuá    | čikičik uwɨhan amua        | *kíčik uwɨhá amwá  |
| '6'   | (sɛ́is)              | uwɨhá makíčik ihúk    | čikičik uwɨhan amua iraku  | *uwɨhá + 1         |
| '7'   | (siɛ́ti)             | uwɨha himáha ihúk     | himaɾ uwɨhan amua iɾaku    | *uwɨhá + 2         |
| '8'   | (úču)               | uwɨha kampáːtum ihúk  | kampatum uwɨhan amua iraku | *uwɨhá + 3         |
| '9'   | (nuívi)             | uwɨha ipákusumat ihúk | ipak usumak                | *uwɨhá + 4         |
| '10'  | mai uweh amuá       | uwɨha maj amwá        | hímaŋa uwɨhan amua         | *himara uwɨhá amwá |
Los términos entre paréntesis son préstamos del español.

## Reconstrucción

### Proto-shuar
El proto-shuar reconstruido de los idiomas shuar, achuar, aguaruna, y huambisa por Payne (1981):
| N.º | GLOSA                                      | PROTO- SHUAR    |
| --- | ------------------------------------------ | --------------- |
| 1   | caña de azúcar                             | *pagaata        |
| 2   | huangana                                   | *páki           |
| 3   | tapir, sachavaca                           | *pamáu          |
| 4   | piedra suave; rocas                        | *pámpa          |
| 5   | piraña; caribe (pez)                       | *páni           |
| 6   | boa                                        | *pangki         |
| 7   | hacer con madera                           | *papá-          |
| 8   | balsa                                      | *pápangku       |
| 9   | hacer nido                                 | *pásu-          |
| 10  | piso                                       | *páta           |
| 11  | cansarse                                   | *pimpí-         |
| 12  | gavilán                                    | *pínchu         |
| 13  | plato de barro                             | *piníngka       |
| 14  | avispa pequeña                             | *piyu           |
| 15  | lateralmente; lado                         | *pee            |
| 16  | cama                                       | *pegáka         |
| 17  | lleno                                      | *pigákuu        |
| 18  | poner huevos                               | *petsá-         |
| 19  | vestido                                    | *pee-tái-       |
| 20  | relámpago                                  | *pééma          |
| 21  | enredar                                    | *pempé-         |
| 22  | enroscar                                   | *pénu-          |
| 23  | bueno o agradable                          | *péngkenga      |
| 24  | sapo                                       | *puwáchi        |
| 25  | pálido                                     | *putsu          |
| 26  | quedar                                     | *puhá-          |
| 27  | blanco                                     | *púhu           |
| 28  | lechuza                                    | *púmput(u)      |
| 29  | cerrar los ojos                            | *pusá-          |
| 30  | savia                                      | *púwa-          |
| 31  | rana                                       | *puwínta        |
| 32  | arpón                                      | *púya           |
| 33  | decir                                      | *ta-            |
| 34  | venir de abajo                             | *ta             |
| 35  | trabajar                                   | *ta(ká-)        |
| 36  | cargar en la mano                          | *taka-          |
| 37  | guacamayo; amarillo                        | *takúmpe        |
| 38  | liso                                       | *taménga        |
| 39  | hamaca                                     | *támpu          |
| 40  | estera                                     | *tanísha        |
| 41  | caña brava                                 | *tangkána       |
| 42  | domesticado                                | *tangku         |
| 43  | tabla en que se hacen ollas                | *tátangki       |
| 44  | pájaro carpintero                          | *tatashama      |
| 45  | corona                                     | *tawáasa        |
| 46  | rodilla                                    | *tikíshi        |
| 47  | hilo para amarrar vestido                  | *tingingkása    |
| 48  | grillo                                     | *tingkisháapi   |
| 49  | nuez de la garganta                        | *títi           |
| 50  | alacrán                                    | *titíngki       |
| 51  | piojo                                      | *téma           |
| 52  | tener comezón; está irritado               | *tengé-         |
| 53  | acostarse                                  | *tepa-          |
| 54  | mosca                                      | *téte           |
| 55  | atascar                                    | *tuhí-          |
| 56  | caída de agua                              | *túna           |
| 57  | araña chica                                | *túnchi         |
| 58  | vuelta del río                             | *tuniku         |
| 59  | aljaba (calabaza en que se guarda algodón) | *túnta          |
| 60  | arco iris                                  | *tungkiyángka   |
| 61  | huacara-pona, chonta                       | *tuntúwampi     |
| 62  | tambor                                     | *túntuwi        |
| 63  | espalda                                    | *tuntúpe        |
| 64  | deshacer                                   | *tunga-         |
| 65  | laringe; nuez de la garganta               | *tungú          |
| 66  | bejuco                                     | *káapi          |
| 67  | mosca pequeña                              | *kaape          |
| 68  | duro                                       | *katsúngama     |
| 69  | olvidar                                    | *kahi-          |
| 70  | enojar                                     | *kahé-          |
| 71  | hermana de mujer                           | *kai            |
| 72  | carbón                                     | *kái            |
| 73  | fuerte                                     | *kaka-          |
| 74  | podrido                                    | *ka(ka-ngú)     |
| 75  | apretado; lleno                            | *káki           |
| 76  | comején                                    | *kámau          |
| 77  | dormir                                     | *kana-          |
| 78  | sueño                                      | *kángi          |
| 79  | boquichico (pez)                           | *kángka         |
| 80  | espinilla                                  | *kangkáhi       |
| 81  | raíz                                       | *kangkápe       |
| 82  | ladrón                                     | *kása           |
| 83  | agutí, paca                                | *(k)ásha(i)     |
| 84  | noche                                      | *káshi          |
| 85  | mañana                                     | *kashíni        |
| 86  | pene                                       | *káta           |
| 87  | cruzar el río                              | *katít-         |
| 88  | ratón                                      | *katipi         |
| 89  | juntarse muchos                            | *kau-na-        |
| 90  | podrido                                    | *kaú-           |
| 91  | loro                                       | *kawáu          |
| 92  | piedra                                     | *káya           |
| 93  | tarde                                      | *kiyánga        |
| 94  | pescado                                    | *kihínu         |
| 95  | anochecer; día                             | *kinta          |
| 96  | perico                                     | *(kí)ngusa      |
| 97  | tener sed                                  | *kitá-          |
| 98  | bambú                                      | *kéngku         |
| 99  | tucán                                      | *kénguwa        |
| 100 | llaga                                      | *kuchápa        |
| 101 | zarigüeya                                  | *kuhánchama     |
| 102 | pierna                                     | *kuhápe         |
| 103 | ardilla                                    | *kunámpe        |
| 104 | animal                                     | *kúntinu        |
| 105 | brazo                                      | *kúntu          |
| 106 | pensativo                                  | *kúntutsa       |
| 107 | cuello                                     | *kuntúha        |
| 108 | el tiempo de engordar; grasa               | *kúntu-ka       |
| 109 | oler                                       | *kuntuú-        |
| 110 | paludismo                                  | *kúngamaka      |
| 111 | puerco espín                               | *kúngu          |
| 112 | caracol de tierra                          | *kúngku         |
| 113 | tortuga                                    | *kungkuwíma     |
| 114 | ungurahui (palmera)                        | *kungkúki       |
| 115 | hormiga                                    | *kúpita         |
| 116 | llaga                                      | *kuwíma         |
| 117 | oreja                                      | *kuwíshi        |
| 118 | pava                                       | *kúyu           |
| 119 | bajar                                      | *ku (yú-)       |
| 120 | sano; sanar                                | *tsaga-         |
| 121 | tabaco                                     | *tsaangku       |
| 122 | suegra                                     | *tsatsa         |
| 123 | punta                                      | *tsaká-ngi-     |
| 124 | barro                                      | *tsakúsa        |
| 125 | madurar; plátano maduro                    | *tsamá-, tsamáu |
| 126 | dedo                                       | *tsánga         |
| 127 | calabaza                                   | *tsápa          |
| 128 | amanecer                                   | *tsa(wá-)       |
| 129 | veneno                                     | *tségasa        |
| 130 | fría; tengo frío                           | *tse(tsé)-      |
| 131 | correr                                     | *tséke-         |
| 132 | dardo                                      | *tsétsaka       |
| 133 | araña                                      | *tsénge         |
| 134 | tucán                                      | *tsukangkáa     |
| 135 | río abajo                                  | *tsu(mú-)       |
| 136 | caracol de río                             | *tsúntsu        |
| 137 | arrancar                                   | *tsu(ngí-)      |
| 138 | cortar                                     | *tsúpi-         |
| 139 | curar                                      | *tsuwá-         |
| 140 | caliente                                   | *tsuwenga       |
| 141 | apretar                                    | *cha-           |
| 142 | puente                                     | *cháka          |
| 143 | canasta                                    | *changkína      |
| 144 | yarina (palmera)                           | *chápi          |
| 145 | hablar                                     | *chi(chá)       |
| 146 | golondrina                                 | *chinímpi       |
| 147 | carrizo grande                             | *chingkána      |
| 148 | ave                                        | *chíngki        |
| 149 | leña                                       | *chíngkimi(n)   |
| 150 | mono machín                                | *chénge         |
| 151 | gallinazo                                  | *chuwángka      |
| 152 | codo                                       | *chungk(úni)    |
| 153 | mojarse                                    | *chupi-         |
| 154 | mono coto; choro (mono)                    | *chúu           |
| 155 | cuñado de hombre                           | *sái            |
| 156 | cáscara, corteza                           | *saepe          |
| 157 | oruga (gusano)                             | *sápi           |
| 158 | chorrito de agua                           | *sása           |
| 159 | espuma                                     | *sáu            |
| 160 | dar; vender                                | *su-            |
| 161 | epidemia, tos                              | *sungkúnga      |
| 162 | barba                                      | *súsu           |
| 163 | cojear                                     | *sutu-          |
| 164 | madrugada; medionoche                      | *suwa-          |
| 165 | pulmones                                   | *(su)wách(i)    |
| 166 | cuello                                     | *súwe           |
| 167 | rata de agua                               | *shakuwa        |
| 168 | alegre, bien                               | *shiinga        |
| 169 | flecha                                     | *shikí (tu)     |
| 170 | paloma                                     | *shimpa         |
| 171 | cantar                                     | *shi(ná-)       |
| 172 | chonta (palmera)                           | *shíngki        |
| 173 | aplastar, llenar, empujar                  | *shíta-         |
| 174 | enemigo; gente                             | *shuwánga       |
| 175 | armadillo                                  | *(sh)ushu(wi)   |
| 176 | cucaracha grande                           | *shuúta         |
| 177 | negro                                      | *shuwína        |
| 178 | morir                                      | *ha-            |
| 179 | ropa                                       | *háanchi        |
| 180 | mandíbula; boca                            | *hángke         |
| 181 | venado                                     | *hápa           |
| 182 | barrer; escoba                             | *hapí-          |
| 183 | candela; ojo, fuego                        | *hii            |
| 184 | asar                                       | *hiyá-          |
| 185 | salir                                      | *hii-na-        |
| 186 | dos                                        | *hímanga        |
| 187 | murciélago                                 | *(h)íncham(a)   |
| 188 | camino, trocha                             | *hínta          |
| 189 | fruto; semilla                             | *hingkai        |
| 190 | amarrar; atar                              | *hingká-        |
| 191 | llegar; distancia, alargar                 | *hegá-          |
| 192 | casa                                       | *hega           |
| 193 | picaflor                                   | *hémpe          |
| 194 | cana                                       | *hempee         |
| 195 | este                                       | *hu             |
| 196 | coger                                      | *huú-           |
| 197 | secar                                      | *huhú-          |
| 198 | parir                                      | *húnge-         |
| 199 | matar                                      | *ma-            |
| 200 | es suficiente                              | *máakee         |
| 201 | mono blanco                                | *machíngku      |
| 202 | ambos                                      | *mai            |
| 203 | bañar                                      | *maí-           |
| 204 | floripondio                                | *maikuwa        |
| 205 | sonajero                                   | *mákicha        |
| 206 | muslo                                      | *máku           |
| 207 | yuca                                       | *máma           |
| 208 | zancudo                                    | *mánchu         |
| 209 | paujil                                     | *máshu          |
| 210 | pulmones                                   | *mayái          |
| 211 | mar                                        | *nayántsa       |
| 212 | frío                                       | *mícha          |
| 213 | rozar                                      | *mée-           |
| 214 | husmear, heder; oler                       | *mehé-          |
| 215 | izquierdo; ausentar; desviar               | *ména           |
| 216 | herir, romper                              | *mesé-          |
| 217 | igual                                      | *méteke         |
| 218 | piedra áspera; rocas                       | *muchíngki      |
| 219 | olla grande                                | *muwitsa        |
| 220 | fumar, chupar; humo, nubes                 | *mukú-          |
| 221 | piojo de gallina; pulga                    | *mukútsapa      |
| 222 | sapo                                       | *mukúntu        |
| 223 | leche, teta                                | *múntsu         |
| 224 | cerro, loma                                | *múnga          |
| 225 | cabeza                                     | *muu(ké)        |
| 226 | nombre                                     | *naa            |
| 227 | joven                                      | *nátsa          |
| 228 | hacer cosas                                | *na(há-na-)     |
| 229 | dolor, doler                               | *nahá-na-       |
| 230 | diente                                     | *nái            |
| 231 | esperar                                    | *náka-          |
| 232 | tajar, rajar leña; hender                  | *naká-          |
| 233 | imitar; retrato, foto                      | *naku-          |
| 234 | pescado                                    | *namáka         |
| 235 | carne                                      | *namángke       |
| 236 | lombriz                                    | *námpicha       |
| 237 | bailar; borracho; festín                   | *nampé          |
| 238 | volar; ala                                 | *naná-          |
| 239 | uña                                        | *nanchíki       |
| 240 | luna                                       | *nántu          |
| 241 | causar, origen                             | *nangká-        |
| 242 | lanza                                      | *nángki         |
| 243 | culebra                                    | *nápi           |
| 244 | viento                                     | *nase           |
| 245 | ayahuasca                                  | *natéma         |
| 246 | máscara                                    | *nawátaa        |
| 247 | pie                                        | *náwe           |
| 248 | cielo                                      | *nayáimpi       |
| 249 | alto, grande                               | *(na)yau        |
| 250 | él, ella                                   | *nii            |
| 251 | lavar                                      | *nihá-          |
| 252 | frente                                     | *nihái          |
| 253 | ellos                                      | *níta           |
| 254 | pecho                                      | *netsépe        |
| 255 | saber; verdad                              | *neká-          |
| 256 | colgar                                     | *ne-            |
| 257 | aquel                                      | *nu             |
| 258 | crecer un río                              | *nuhá-          |
| 259 | nariz                                      | *núhí           |
| 260 | huevo                                      | *nuhíntu        |
| 261 | hoja                                       | *núka           |
| 262 | mucho                                      | *núkape         |
| 263 | madre                                      | *núku           |
| 264 | sangre                                     | *númpa          |
| 265 | tierra                                     | *núngka         |
| 266 | hierba                                     | *nupa           |
| 267 | maní                                       | *núse           |
| 268 | mujer; esposa; casarse con mujer           | *núwa           |
| 269 | arcilla                                    | *núwe           |
| 270 | hueco                                      | *waa            |
| 271 | perdiz                                     | *waga           |
| 272 | bostezar                                   | *waani-         |
| 273 | ponerse de pie                             | *wahá-          |
| 274 | cuñado de mujer                            | *wahé           |
| 275 | ver; encontrar                             | *wai-           |
| 276 | entrar                                     | *wa(i)-         |
| 277 | sufrir                                     | *wái-           |
| 278 | subir                                      | *(wa)ká-        |
| 279 | andar                                      | wakáe-          |
| 280 | pava                                       | *wa(ktse)       |
| 281 | espíritu                                   | *(wa)káni       |
| 282 | estómago                                   | *wáke           |
| 283 | regresar                                   | *waké-          |
| 284 | pronto                                     | *wámake         |
| 285 | bolsa                                      | *wámpachi       |
| 286 | flotar                                     | *wampu-         |
| 287 | tobillo; muñeca                            | *wánuse         |
| 288 | rápido                                     | *wángi          |
| 289 | qué; cosa                                  | *wangí, wangíi  |
| 290 | sucio                                      | *wapíku         |
| 291 | conejo                                     | *wapungúsha     |
| 292 | maquisapa (mono)                           | *wáshi          |
| 293 | garlito; estera                            | *washíma        |
| 294 | balsa                                      | *wáwa           |
| 295 | brujear                                    | *wawé-          |
| 296 | hormiga                                    | *wáuma          |
| 297 | ir                                         | *we-            |
| 298 | sal                                        | *wée            |
| 299 | antepasados                                | *wéga           |
| 300 | hormiga comestible                         | *weeka          |
| 301 | boca, labio                                | *wénu           |
| 302 | ardilla                                    | *wíchingk(i)    |
| 303 | rana                                       | *wingisáma      |
| 304 | hormiga                                    | *wísuta         |
| 305 | brujo, curandero                           | *wishinu        |
| 306 | quién                                      | *ya             |
| 307 | hermano de hombre                          | *(ya)tsu        |
| 308 | ayudar                                     | *yai-           |
| 309 | frotar                                     | *yaká-          |
| 310 | hombro                                     | *yakái          |
| 311 | arriba                                     | *yakí           |
| 312 | coto mono                                  | *yakúma         |
| 313 | ahora; nuevo; hoy                          | *yama           |
| 314 | achiote                                    | *yámp(iya)      |
| 315 | guacamayo                                  | *yampúnaa       |
| 316 | cargar al hombro                           | *yána-          |
| 317 | lagarto                                    | *yantánaa       |
| 318 | pariente                                   | *yánuma         |
| 319 | amarillo                                   | *(y)angkúu      |
| 320 | cambiar                                    | *yapa-hí-       |
| 321 | amargo                                     | *yapáu          |
| 322 | cara                                       | *yápi           |
| 323 | ayer; en el pasado                         | *yáu            |
| 324 | perro                                      | *yawá           |
| 325 | castigar                                   | *yawí-          |
| 326 | rata                                       | *yáya           |
| 327 | comer                                      | *yu-            |
| 328 | agua; llover                               | *yúmi           |
| 329 | nadar                                      | *(yu)ku-        |
| 330 | ceniza                                     | *yúku           |
| 331 | nube; neblina                              | *yungangkima    |
| 332 | fruto                                      | *yungángke      |
| 333 | yema                                       | *yunkemee       |
| 334 | fácil (negativo)                           | *yúpi-chuch     |
| 335 | no; ser                                    | *a-tsá          |
| 336 | escribir                                   | *agá-           |
| 337 | afuera                                     | *agá-           |
| 338 | tambo                                      | *aáka           |
| 339 | agarrar                                    | *achí-          |
| 340 | chonta (palmera); miriti, moriche, aguaje  | *áchu           |
| 341 | chacra                                     | *áha            |
| 342 | tumbar                                     | *ahá-           |
| 343 | nigua                                      | *ahuhu          |
| 344 | casarse con hombre; esposo                 | *áishi-         |
| 345 | verde (fruto)                              | *áeta           |
| 346 | bajarse                                    | *aka            |
| 347 | gusano                                     | *áka            |
| 348 | escopeta                                   | *akangun        |
| 349 | hígado                                     | *akápe          |
| 350 | pagar; caro                                | *akí-           |
| 351 | nacer                                      | *akíi-          |
| 352 | arete, adornar la oreja                    | *akii-tai       |
| 353 | mandar                                     | *akupe-         |
| 354 | usted                                      | *áme            |
| 355 | tripas, intestinos                         | *ampusha        |
| 356 | búho; lechuza                              | *ampúsha        |
| 357 | acabar                                     | *amú-           |
| 358 | tábano                                     | *anchi          |
| 359 | acercarse                                  | *aní-hi-        |
| 360 | oír                                        | *ánta-          |
| 361 | dibujo                                     | *anu-ká-        |
| 362 | lejos                                      | *angá-          |
| 363 | declive, plano inclinado, sima             | *angáu          |
| 364 | libre                                      | *angkántu       |
| 365 | tarde                                      | *ángku          |
| 366 | después                                    | *angúma         |
| 367 | viejo                                      | *angútu         |
| 368 | coser                                      | *apá-           |
| 369 | poner en el suelo                          | *apú-           |
| 370 | todo                                       | *(a)shí         |
| 371 | otra vez                                   | *atáke          |
| 372 | ustedes                                    | *átumi          |
| 373 | aquel                                      | *áu             |
| 374 | leer; conversar                            | *áuhu-          |
| 375 | pucacunga                                  | *auntse         |
| 376 | golpear                                    | *awá-           |
| 377 | ventilar                                   | *awá-           |
| 378 | llevar                                     | *(aya-)         |
| 379 | descansar                                  | *ayá-ma-        |
| 380 | bien                                       | *ayu            |
| 381 | alimentar                                  | *(a)yú-         |
| 382 | nosotros                                   | *ii             |
| 383 | olla                                       | *(i)chí(naka)   |
| 384 | excremento                                 | *íha            |
| 385 | cogollo de palmera; chonta (palmera)       | *íhu            |
| 386 | prestar                                    | *iká-           |
| 387 | monte                                      | *íkama          |
| 388 | hinchar, vomitar                           | *(i)mu-         |
| 389 | cocinar                                    | *ina-ngú-       |
| 390 | lengua                                     | *inái           |
| 391 | adentro                                    | *inita          |
| 392 | pelo                                       | *intáshi        |
| 393 | visitar                                    | *ingá-          |
| 394 | ayunar                                     | *ihá-ngu        |
| 395 | encontrar uno a otro                       | *ingkú-         |
| 396 | adición, con tribuir, grupo                | *ingu-          |
| 397 | amontonar                                  | *ingú-          |
| 398 | tronar                                     | *ipá-           |
| 399 | achiote                                    | *ipáku          |
| 400 | callar                                     | *itá-           |
| 401 | pampanilla de hombre                       | *itípi          |
| 402 | manera, fácil                              | *itú-r-         |
| 403 | vivo                                       | *iwákuu         |
| 404 | diablo                                     | *íwanchi        |
| 405 | ver                                        | *iyá            |
| 406 | caer                                       | *iyá-           |
| 407 | ir delante                                 | *ee-            |
| 408 | buscar                                     | *ega            |
| 409 | afilar                                     | *etsá-          |
| 410 | sol                                        | *(e)tsa         |
| 411 | contar                                     | *etse-          |
| 412 | todavía; último                            | *éke            |
| 413 | sentar                                     | *(e)ké-         |
| 414 | encender la luz                            | *ekéi-          |
| 415 | cama de mujer, mi esposa                   | *ekéntu         |
| 416 | quebrada; río                              | *éntsa          |
| 417 | cargar en la espalda                       | *entsá-         |
| 418 | cantar                                     | *enge-sám-      |
| 419 | cargar                                     | *enké-k-        |
| 420 | cerrar                                     | *epe-           |
| 421 | quemar                                     | *esá-           |
| 422 | cierto                                     | *éta            |
| 423 | avispa                                     | *éte            |
| 424 | niño                                       | *úchi           |
| 425 | avisar                                     | *uhá-           |
| 426 | tos                                        | *uhúka          |
| 427 | extraer; abrir                             | *ukuwí-         |
| 428 | hueso                                      | *ukúnchi        |
| 429 | hermano, hermana                           | *umá            |
| 430 | acabar de hacer                            | *umí-           |
| 431 | soplar                                     | *(um)pú-        |
| 432 | llamar                                     | *untsú-         |
| 433 | derecho                                    | *untsú          |
| 434 | rebaño, grupo; muchos                      | *untsu-ngi      |
| 435 | mosca                                      | *únchi          |
| 436 | puma                                       | *untúchama      |
| 437 | ombligo                                    | *úntuchi        |
| 438 | pluma, pelo                                | *únge           |
| 439 | ronsoco                                    | *ungkumiya      |
| 440 | saliva                                     | *(u)sú(ki)      |
| 441 | carecer de carne                           | *ushu-          |
| 442 | esconder                                   | *uú-            |
| 443 | cerbatana                                  | *úume           |
| 444 | beber                                      | *(u)wá-         |
| 445 | mano                                       | *uwé(hi)        |
| 446 | punzar                                     | *uyú-           |
| 447 | nutria                                     | *uy(u)          |
| 448 | perezoso                                   | *uyúshi         |

### Proto-shuar-candoshi
El proto-shuar-candoshi reconstruido por Payne (1981):
| GLOSA              | PROTO- SHUAR-CANDOSHI |
| ------------------ | --------------------- |
| sachavaca          | *pamaru               |
| piraña             | *pani                 |
| rana               | *puwachi              |
| color mate         | *pusr-u/a-            |
| blanco             | *pu                   |
| lechuza            | *pumput               |
| decir              | *ta-                  |
| trabajar           | *ta-                  |
| araña              | *tunchi               |
| calabaza           | *tunta                |
| podrido            | *ka-                  |
| boquichico         | *kángka               |
| paca               | *asha                 |
| ojo                | *katsi                |
| juntos             | *kayun                |
| podrida            | *ka-u                 |
| loro               | *kawaaru              |
| pesado             | *káya                 |
| perico             | *ngusa                |
| tener sed          | *kita-                |
| ardilla            | *kunampe              |
| puerco espín       | *kungu                |
| caracol            | *kupungku             |
| bajarse            | *k-u/a-               |
| día                | *sra-                 |
| veneno             | *tsepasa              |
| fría               | *sre-                 |
| abajo              | *tsu-u/a-             |
| arrancar           | *sr-u/a-              |
| cortar             | *tsup-i/a-            |
| apretar            | *tsitsa-              |
| hablar             | *tri-                 |
| bambú              | *chingkana            |
| codo               | *tsungk               |
| mono negro         | *chuu                 |
| cuñado de hombre   | *sai-                 |
| corteza            | *sraepe               |
| barba              | *susu                 |
| pulmones           | *wach                 |
| flecha             | *tsiki                |
| cantar             | *si-                  |
| armadillo          | *usru                 |
| cucaracha grande   | *shuruta              |
| murciélago         | *incham               |
| zancudo            | *mantru               |
| paujil             | *mashu                |
| rana               | *mukuntu              |
| cabeza             | *muu                  |
| hacer              | *na-                  |
| mis dientes        | *na-                  |
| alto               | *yau                  |
| aquel              | *anu                  |
| hueco              | *waa                  |
| puerta             | *wa                   |
| subir              | *ka-                  |
| pava               | *wa                   |
| espíritu           | *kani                 |
| bolsa              | *pampachi             |
| ardilla            | *pchingk              |
| brujo              | *wishinu              |
| quién              | *cha                  |
| hermano de hombre  | *sru-                 |
| achiote            | *yamp-                |
| lagarto            | *nta...na             |
| guacamayo amarillo | *angku                |
| rata del monte     | *yania                |
| alimentar          | *yu-                  |
| nadar              | *ku-                  |
| nigua              | *asru                 |
| lechuza            | *ampusha              |
| lejos; otro lugar  | *anga-                |
| todo               | *shi-                 |
| el, ella           | *au                   |
| pucacunga          | *aruntsi              |
| llevar             | *ya-                  |
| bien               | *ayu                  |
| alimentar          | *yu-                  |
| nosotros           | *ii                   |
| olla               | *chi-                 |
| hinchar            | *m-u/a-               |
| lengua             | *nia-                 |
| afilar             | *etsa-                |
| sol                | *sra-                 |
| sentar             | *ke-                  |
| encender           | *ke-                  |
| soplar             | *pu                   |
| pluma              | *unge                 |
| ronsoco            | *ungkumiya            |
| salivar            | *s-u/a-               |
| tomar líquido      | *wa-                  |
| mano               | *uwe                  |
| nutria             | *uy                   |